# Talaat Moustafa Group
Talaat Moustafa Group est une entreprise égyptienne présente notamment dans la construction de complexes immobiliers, dont le quartier de Madinaty au Nouveau Caire.
Le groupe a été fondé en 2007 par Tarak Talaat Moustafa. Il est établi à Gizeh.
Il est dirigé par Hicham Talaât Moustafa (en), un proche de l'ancien président Hosni Moubarak, condamné à mort en 2009 pour meurtre et gracié en 2017 par le président Abdel Fattah al-Sissi.